# Forças de Defesa de Israel
As Forças de Defesa de Israel (em hebraico: צבא ההגנה לישראל, transl. Tzvá HaHaganá LeYisra'elⓘ, lit. "Exército de Defesa para Israel"), conhecidas comumente no país pelo acrônimo hebraico Tzahal (צה"ל), são as forças armadas de Israel, que englobam suas forças terrestres, bem como a sua Marinha e Força Aérea, e foram formadas durante a Independência do país.
As forças armadas israelenses possuem conscrição (serviço militar obrigatório) para homens e mulheres e sua estrutura enfatiza uma política de colaboração mútua entre os três ramos principais (exército, marinha e aeronáutica). Desde sua fundação, as Forças de Defesa de Israel foram desenhadas e estruturadas para satisfazer as necessidades únicas de segurança que o país enfrenta no cenário macropolítico em que se encontra. As forças armadas do país estão entre uma de suas mais proeminentes instituições nacionais, influenciando a economia, cultura e política. Com uma poderosa indústria bélica nacional e oficiais experientes, o exército israelense é considerado uma das melhores forças armadas do mundo em termos de equipamentos e preparo.

## História
No período entre 1948 e 1949, quando Israel enfrentou os exércitos dos países árabes, os quais não aceitavam o estabelecimento do Estado judeu, os antigos grupos armados dos sionistas foram reunidos e aparelhados com armas e munição fabricadas ilegalmente e também doadas por outros países, especialmente a Tchecoslováquia.
Mesmo em outras regiões do mundo, todos os cidadãos israelenses judeus maiores de 18 anos são convocados às Forças de Defesa.
Devido a seu treinamento rigorosíssimo as FDI situam-se hoje entre as mais bem reputadas forças de combate do mundo, tendo atuado em cinco grandes conflitos, desde a sua criação, como também executado diversas operações como:
- O bombardeio da usina nuclear iraquiana Osirak em 1981 (que evitou a posse de bombas nucleares a Saddam Hussein durante sua invasão ao Kuwait em 1991, ou mesmo até durante a guerra que travou com o Irã durante 1980-1988 - a Guerra Irã-Iraque). Nesta operação participaram 8 aeronaves F-16 com defesa aérea de 6 caças F-15.
- Operação Perna de Pau, ataque aéreo de 8 caças F-15 ao quartel general da OLP na Tunísia em 1985, à uma distância de 2 300 km, envolvendo reabastecimentos aéreos sobre o mar mediterrâneo.
- O ataque aéreo a uma usina nuclear na Síria em setembro de 2007.

Exército, Marinha e Força Aérea possuem um conjunto unificado, liderado por um chefe de Estado-Maior, que é responsável perante o Ministério da Defesa e indicado para um mandato de três ou quatro anos.
Israel juntou-se em 1988 ao seleto e restrito clube de países lançadores de satélites de espionagem. Em 11 de junho de 2007, foi lançado da base aérea israelense de Palmachim na costa mediterrânea de Israel um veículo espacial shavit carregando o satélite Ofek 7, capaz de detectar objetos de 70 cm sobre a face da Terra.

## Serviço militar em Israel

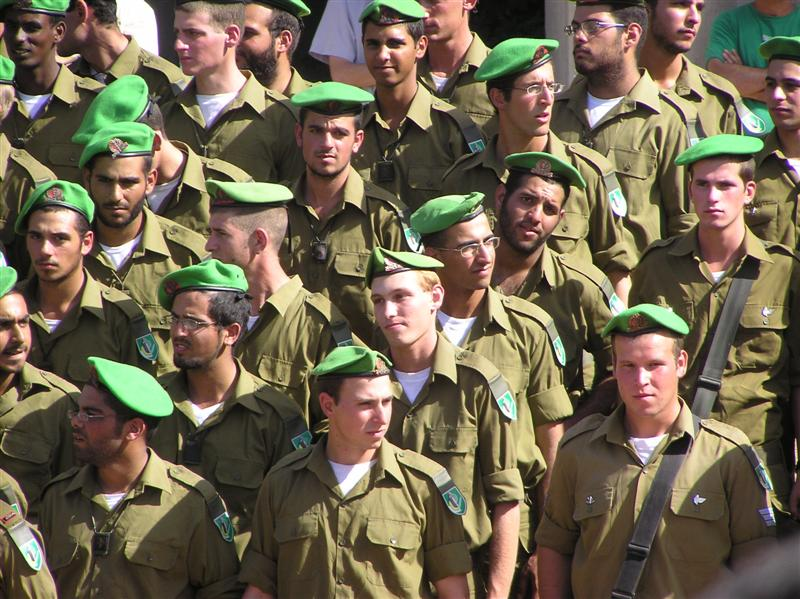
Cerimônia de recepção dos soldados israelenses.

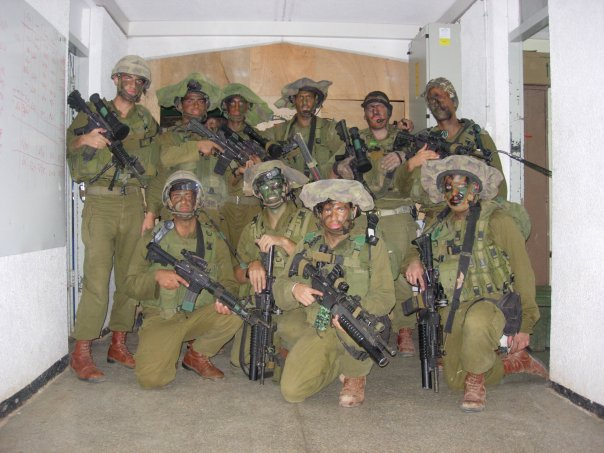
Militares israelenses da companhia Netzah Yehuda.

Todos os cidadãos israelenses física e mentalmente aptos devem apresentar-se aos 18 anos de idade. Não apenas judeus, mas também drusos, circassianos e beduínos.
Os cidadãos do sexo masculino servem por um período de três anos. Terminado o serviço obrigatório, cada um é indicado para uma unidade de reserva, na qual servirá por um período que varia entre 30 e 60 dias por ano e que pode ser prorrogado por mais tempo, dependendo da necessidade. Já é parte do cotidiano nacional o "rodízio" entre os cidadãos fardados e os que não estão servindo. Se desejar, o soldado pode seguir a carreira militar, alistando-se para servir na ativa ou entrando para cursos de preparação de oficiais. Soldados e oficiais de carreira aposentam-se após 20 anos de serviço.
As FDI permitem a continuidade dos estudos bíblicos de soldados que seguem a religião, enquanto cumprem com o serviço militar obrigatório, e também se responsabiliza pela assimilação de imigrantes de diversas origens e idiomas que também são aptos a vestir a farda, aos quais são oferecidos cursos rápidos de hebraico e inglês para operar com as máquinas.

### Mulheres
Também as mulheres devem prestar o serviço militar obrigatório em Israel. A exemplo do que ocorre com os homens, as mulheres aptas são recrutadas aos 18 anos de idade, e servem por um período inicial de dois anos. Após o cumprimento desse serviço, mulheres servem na reserva uma vez por ano, até os 24 anos de idade (enquanto seus pares masculinos servem até os 40 anos de idade).

### Judeus ultraortodoxos
Os judeus ultraortodoxos eram isentos do serviço militar, a não ser que exerçam funções religiosas junto aos militares, como ministrar orações, ou exercendo programas que combinam estudos religiosos e serviço militar, em hebraico, Hesder. Mas em recente votação no parlamento os judeus ultraortodoxos passaram, a partir de 2017, também a servir ao Exército como os outros cidadãos.

## Galeria

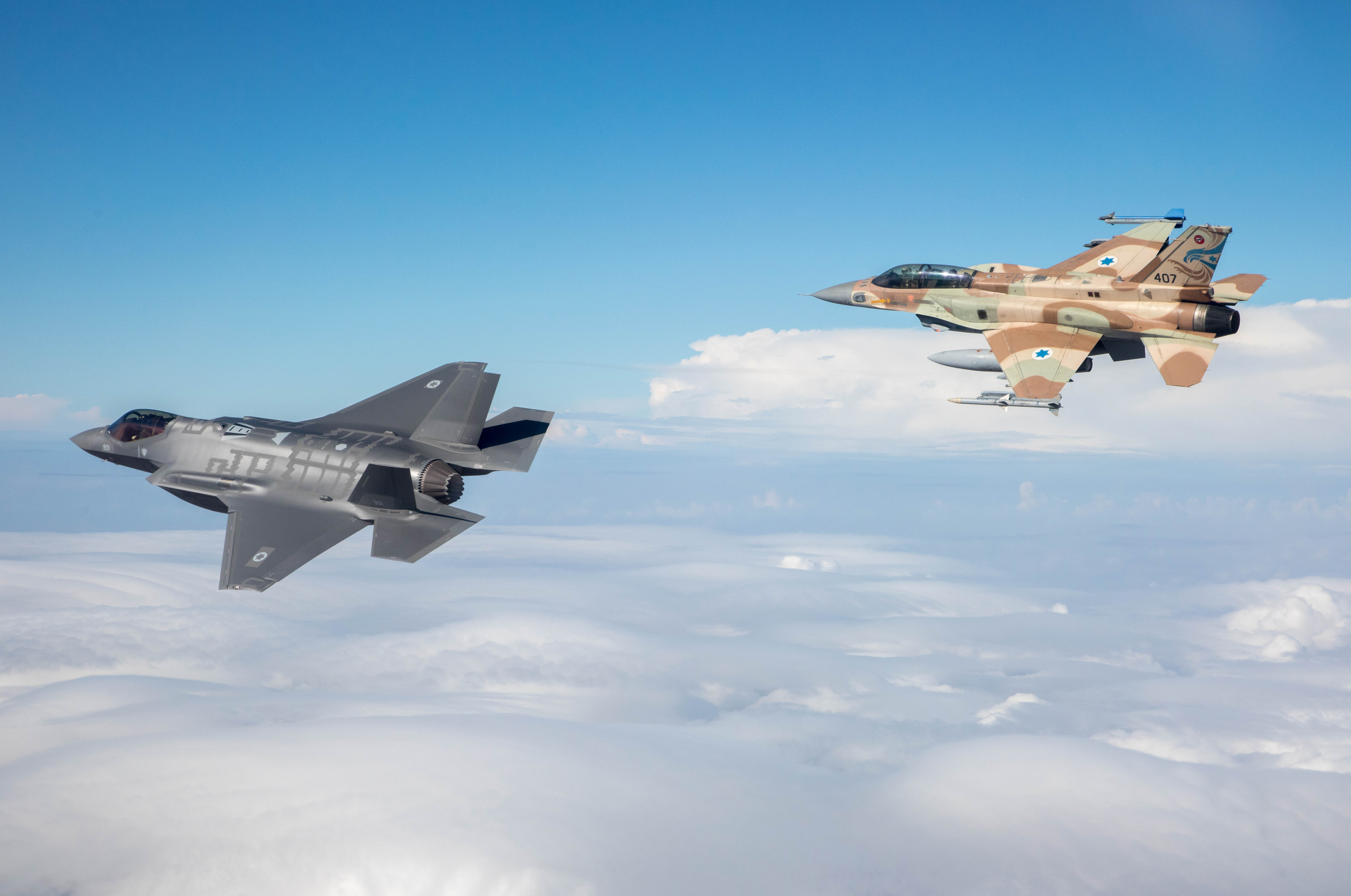
Um caça F-35I e um F-16 da força aérea israelense.
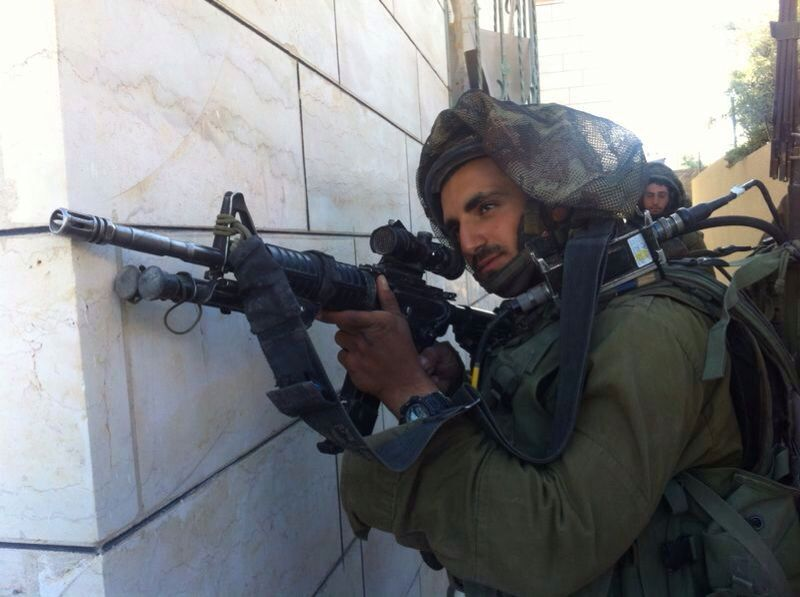
Um soldado de Israel com seu fuzil M4.
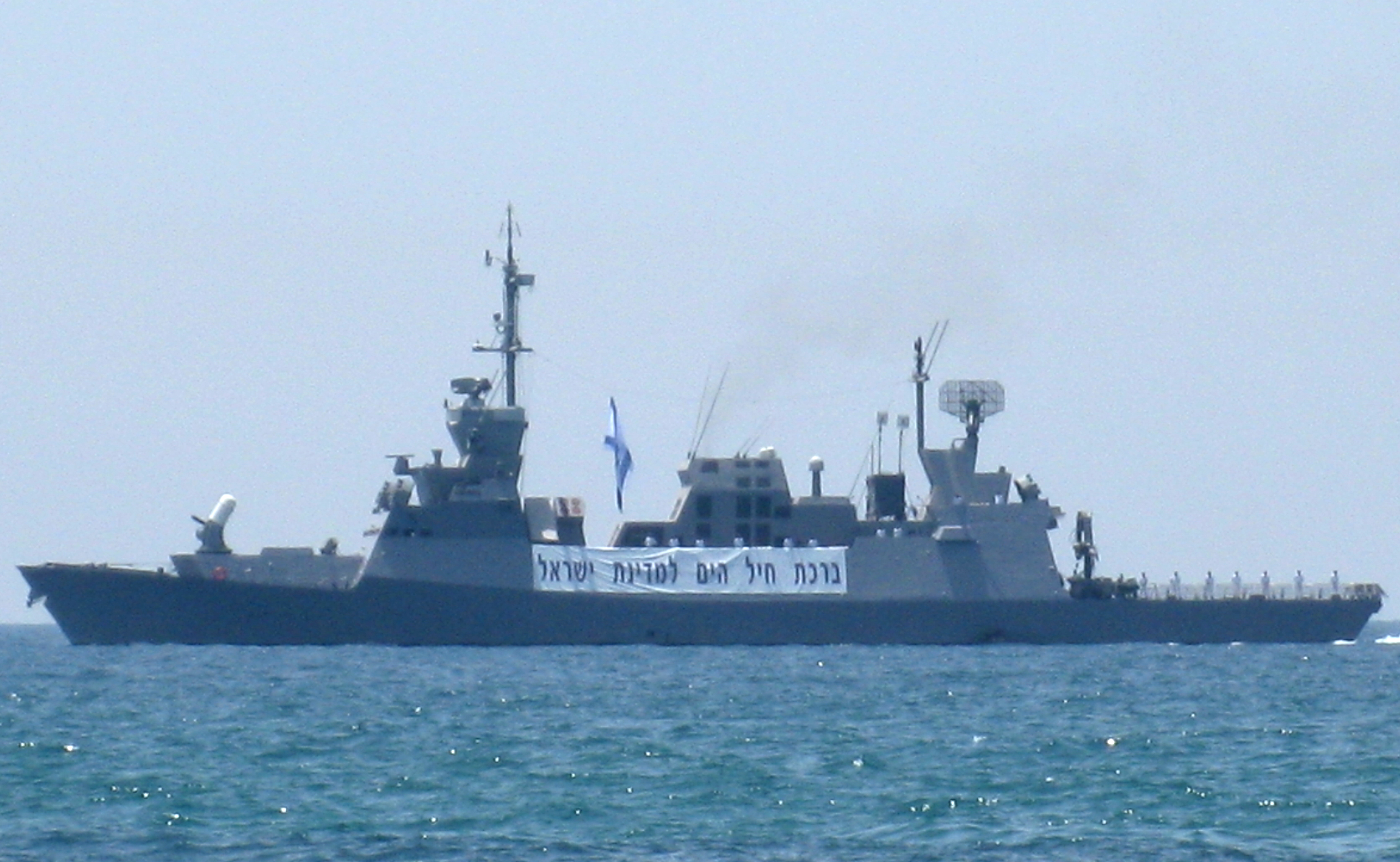
Uma corveta da classe Sa'ar 5 da marinha de Israel.
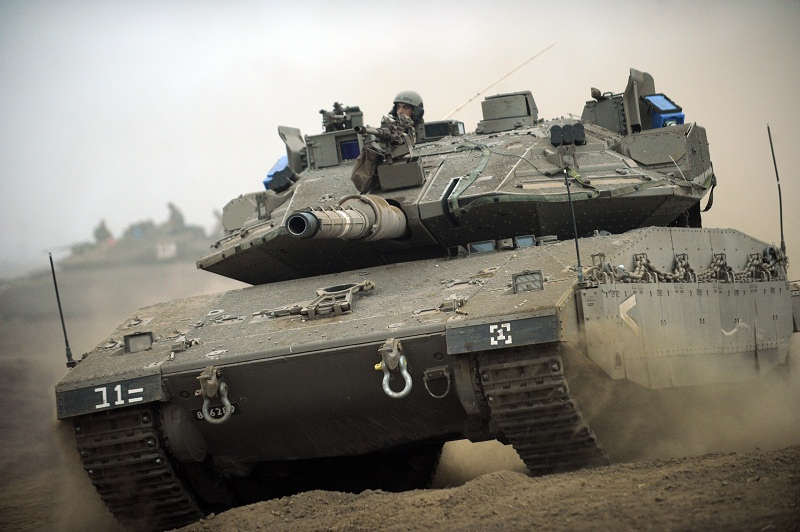
Um tanque Merkava israelense.
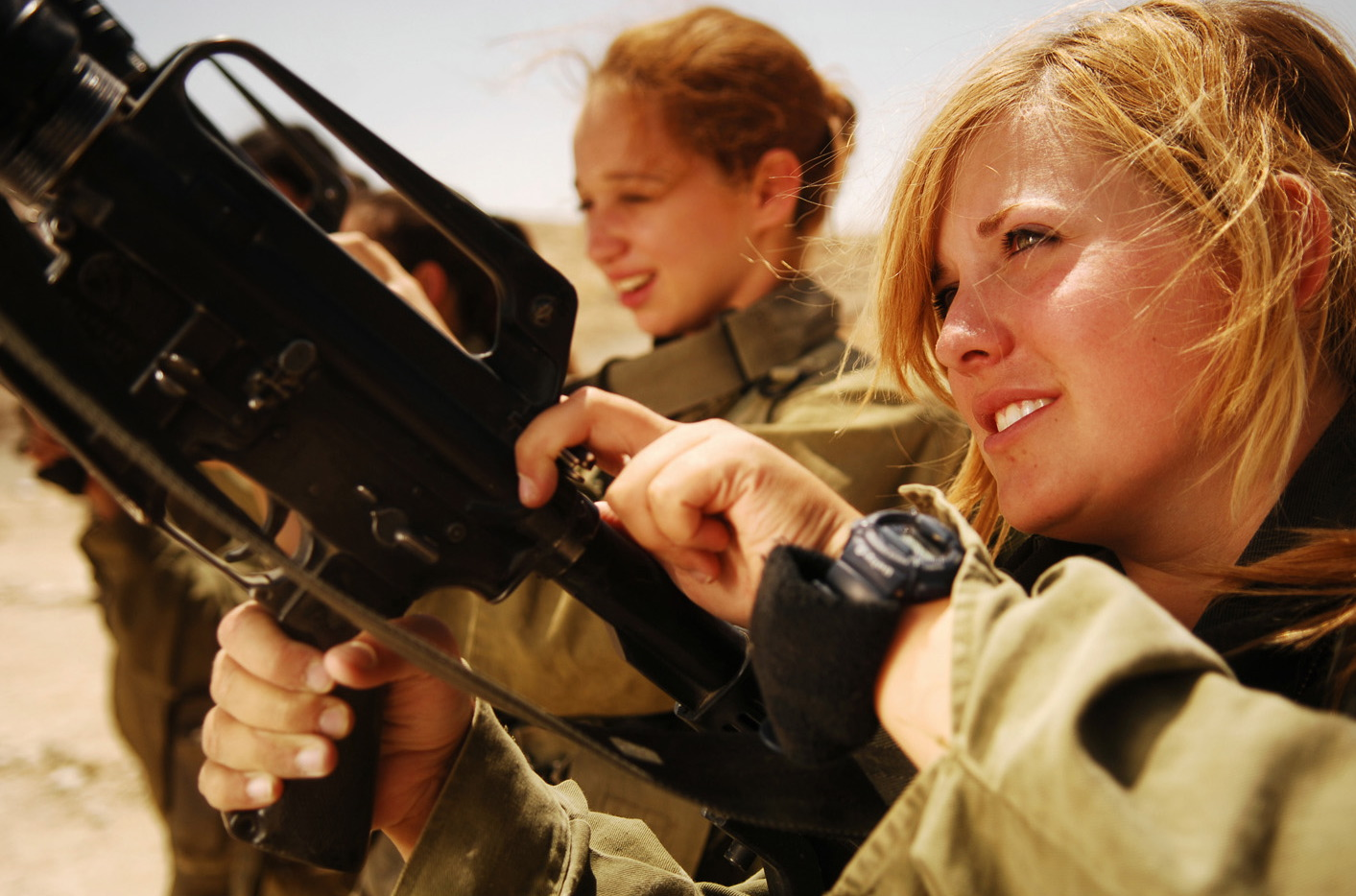
Mulheres a serviço do exército de Israel.
Soldados de infantaria israelenses em Hebrom, 2014.
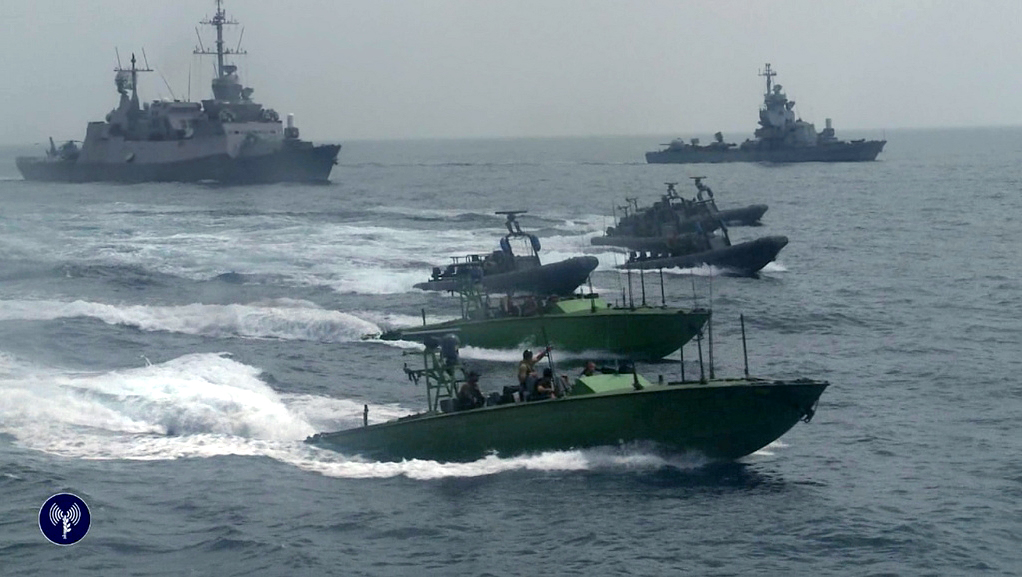
Navios da marinha israelense.
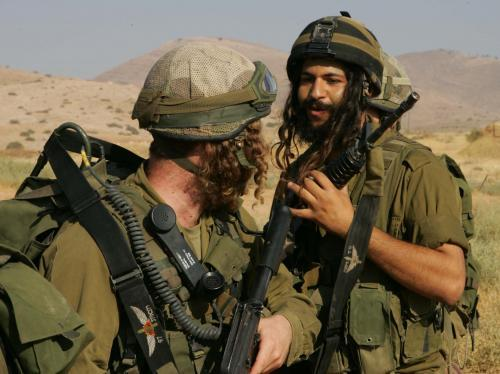
Soldados do batalhão "Netzah Yehuda".
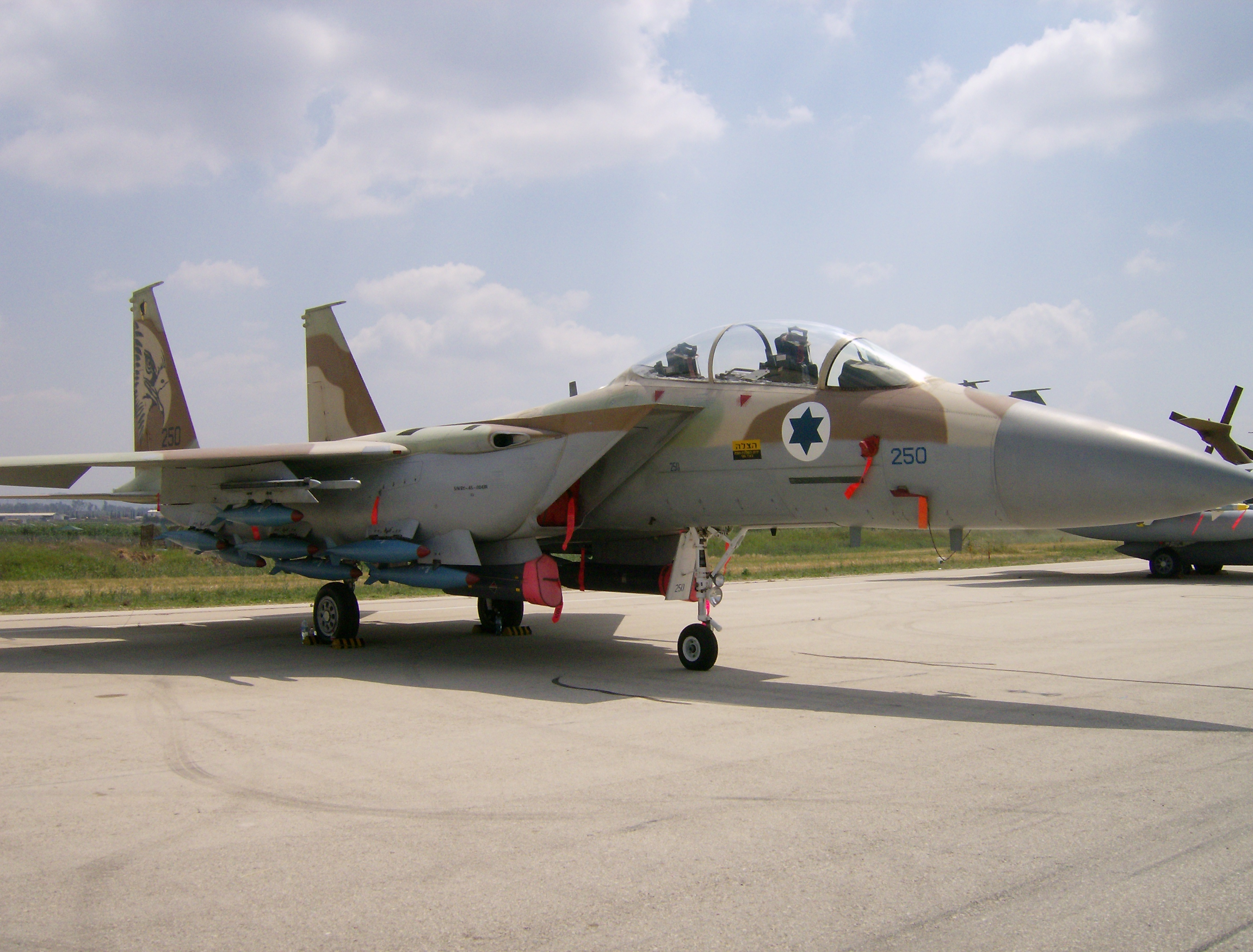
Um F-15 israelense.
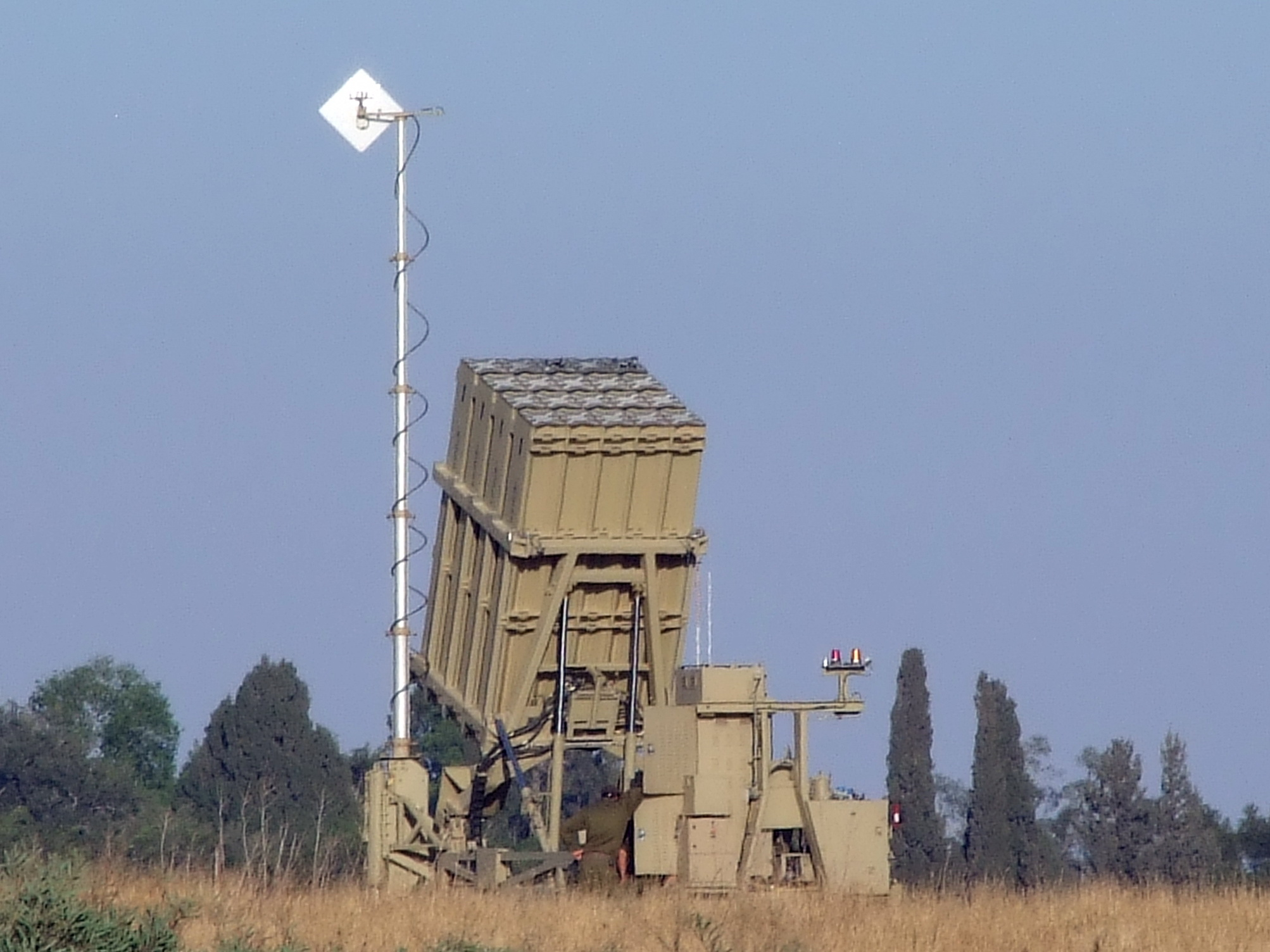
Lançador dos mísseis do sistema "Cúpula de Ferro".